# 马来西亚联邦政府宪报
《马来西亚联邦政府宪报》（英語：Federal Government Gazette）是马来西亚联邦政府发布公告、启事和法律等的官方出版物。联邦政府宪报由马来西亚总检察署（Attorney-General's Chambers，AGC）发布，并由马来西亚国家印刷有限公司（PNMB）印刷。任何在马来西亚国会通过和最高元首御准的联邦法律，都需要在联邦政府宪报上发布刊登方能生效。